# Первая леди

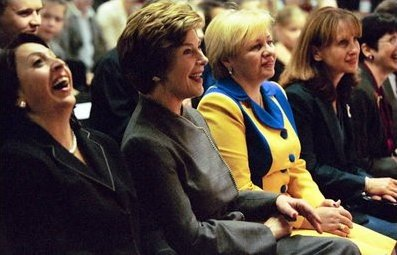
Белла Кочарян, Лора Буш, Людмила Путина и Зорка Пырванова — первые леди Армении, США, России и Болгарии соответственно в 2003 году

Первая леди (англ. First Lady) — термин, своего рода неофициальный «титул», традиционно используемый по отношению к супруге выборного главы государства.
Первоначально словосочетание First Lady применялось для обозначения супруг президентов США, однако в дальнейшем перешло в другие языки и теперь используется для обозначения супруги главы любого государства, форма правления в котором не является монархической. В парламентских республиках и конституционных монархиях термин обычно применяется к жене главы правительства (премьер-министра). В некоторых странах (в том числе в России) термин переводят на государственный язык. Так, например, в Латинской Америке говорят о Primera Dama, во Франции — Première Dame.
В США термин был впервые использован в 1849 году, когда 12-й президент Закари Тейлор назвал так жену 4-го президента Джеймса Мэдисона, Долли Мэдисон, в своем панегирике на её государственных похоронах. Однако первой женщиной, которую стали называть «первой леди» непосредственно в тот период, когда она играла эту роль, стала Хэрриет Лэйн — племянница 15-го президента США, Джеймса Бьюкенена (Бьюкенен был единственным холостым президентом США, при нём многочисленные и достаточно сложные обязанности «хозяйки Белого дома» (и церемониальные, и хозяйственные) исполняла племянница главы государства). Но всеобщее признание данное понятие получило только в 1877 году. Тогда Мэри Эймс в своём газетном репортаже об инаугурации президента Ратерфорда Хейса использовала термин «первая леди» для обозначения его жены Люси Уэбб Хейс, крайне популярной в США женщины.
Первые леди обычно стараются поддерживать дипломатичные личные отношения с жёнами и семьями глав других государств, во время официальных визитов главы государства часто устраивают так называемые «женские программы». Некоторые первые леди активно вмешиваются в политические дела страны, в этой связи наиболее известные примеры — Элеонора Рузвельт и Эва Перон. Хиллари Клинтон выдвинула свою кандидатуру на пост президента от Демократической партии во время выборов 2008 года, однако проиграла на праймериз другому кандидату от демократов Бараку Обаме. В 2016 году она также стала одним из основных кандидатов на пост президента США во время президентских выборов, но проиграла кандидату уже от Республиканской партии, Дональду Трампу. Две первые леди Аргентины — Исабель Мартинес де Перон и Кристина Фернандес де Киршнер сменили на посту президента Аргентины своих супругов — Хуана Перона и Нестора Киршнера. При этом Исабель Перон стала первой женщиной-президентом в мире.
В последнее время иногда используется термин «первый джентльмен» (First Gentleman) для мужа женщины-президента. Начало положили писатели, которым понадобился термин-аналог для случая, когда в романе действовала женщина — глава государства. Однако, например, впоследствии именно так называли Тофика Киемаса, мужа индонезийского президента Мегавати Сукарнопутри.